# Esporte Clube Ypiranga
Esporte Clube Ypiranga es un club de fútbol con sede en Salvador, en el estado de Bahia, Brasil. Sus colores son el amarillo y el negro, y sus aficionados son conocidos como ypiranguenses o aurinegros. Es uno de los clubes con más tradición del estado de Bahia.

## Historia

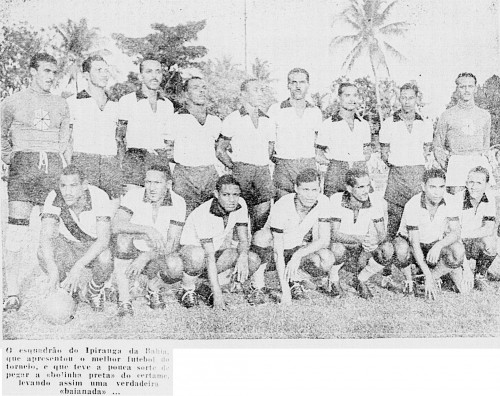
Jugadores de Ypiranga en una fotografía de 1952

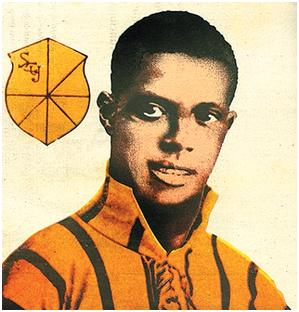
Popó, apodado “El Terrible”, simplemente por atacar a sus oponentes, es considerado el máximo ídolo de Ypiranga.

### Fundación del Club
A principios del siglo XX, los jóvenes excluidos de la sociedad por diversas razones, principalmente factores étnicos, sociales y económicos y, por lo tanto, impedidos de participar en clubes de fútbol en Brasil, se propusieron fundar un club que uniera a los pobres. de la ciudad en detrimento de los privilegios de las élites, el Sport Club Sete de Setembro surgió el 17 de abril de 1904, pero el 7 de septiembre de 1906, e en la casa 41 de la Rua da Faísca, esquina con Travessa do Gabriel, centro de Salvador, en el barrio Dois de Julho, surge un nuevo equipo, ahora llamado Sport Club Ypiranga (hoy Esporte Clube Ypiranga), nombre elegido debido a la situación nacional en ese momento.
Los fundadores del club fueron: Alfredo Francisco Dias, Frutuoso Almeida. Raimundo dos Santos Camacho, João Pinheiro, Manuel Souza, José Arouca y Cecílio Menezes. Los primeros uniformes del club fueron una camiseta verde y pantalones cortos blancos, que luego se cambiaron a una camiseta completamente negra y pantalones cortos blancos. El uniforme a rayas comenzó a utilizarse en 1911. Luego, la camiseta amarilla entró en el armario. Los primeros balones de Ypiranga se fabricaron con calcetines, ya que no había recursos para comprar material deportivo.
Es un club con mucha tradición en Bahía, siendo hasta el día de hoy el tercer mayor campeón del Campeonato Baiano sólo detrás del Vitória y el Bahía. Además, ya ganó un campeonato interregional y varios otros campeonatos estatales, siendo uno de los clubes más grandes del Nordeste en términos de títulos interestatales.
 Un momento curioso para Ypiranga fue cuando cambió de color y nombre por un corto período, cambiando su nombre a Clube de Futebol Ypiranga y cambiando sus colores a verde y blanco, pero, con el rechazo de la afición, el club pronto volvió a la normalidad. después.
Ypiranga ya ha tenido varios partidos históricos, sin embargo, algo que pocos saben es que ya jugó contra la Selección Brasileña, esto sucedió en su cumpleaños el 7 de septiembre de 1934 en Campo da Graça. Luego de que Brasil fuera eliminado por la España, la Brasil jugó varios amistosos en el noreste, uno de ellos fue contra Ypiranga, el club perdió por goleada de 5-1 con goles de Waldemar de Brito, Carvalho Leite, Leônidas da Silva, Martim Silveira y Patesko, mientras que el único gol de Ypiranga lo marcó Ferreira.

## Símbolos
A lo largo de la historia, el club tuvo 4 escudos. El primero se estrenó en 1906 y se utilizó hasta 1930. 
| Evolución del Escudo del Esporte Clube Ypiranga | Evolución del Escudo del Esporte Clube Ypiranga | Evolución del Escudo del Esporte Clube Ypiranga | Evolución del Escudo del Esporte Clube Ypiranga |
| 1906-1930                                       | 1931-1942                                       | 1943                                            | 1944-presente                                   |
| ----------------------------------------------- | ----------------------------------------------- | ----------------------------------------------- | ----------------------------------------------- |

## Palmarés
Torneos regionales (1)
| Organizados por CBF       | Organizados por CBF | Organizados por CBF |
| Competición regionales    | Títulos             | Subcampeonatos      |
| ------------------------- | ------------------- | ------------------- |
| Copa Norte-Nordeste (1/0) | 1951. (Récord)      | 0                   |

 Torneos estaduales (18)
| Organizados por FBF       | Organizados por FBF                                                  | Organizados por FBF                                                |
| Competición estaduales    | Títulos                                                              | Subcampeonatos                                                     |
| ------------------------- | -------------------------------------------------------------------- | ------------------------------------------------------------------ |
| Campeonato Baiano (10/11) | 1917, 1918, 1920, 1921, 1925, 1928, 1929, 1932, 1939 y 1951 (Récord) | 1915, 1926, 1927, 1931, 1933, 1937, 1938, 1946, 1949, 1952 y 1960. |
| Torneo Inicio (8/9)       | 1919, 1922, 1929, 1933, 1947, 1956, 1959, 1963.                      | 1923, 1932, 1934, 1935, 1936, 1940, 1944, 1950 y 1966              |

## Principales rivales

### Clásico Dorado
- Ypiranga vs Galícia

Ypiranga tiene un clásico de larga data con el Galícia, este clásico ya era considerado el segundo más grande de Bahía después del Ba-Vi.

### Clásico del Pueblo
- Ypiranga vs Bahia

El Clásico del Pueblo (o Clásico de las Multitudes o Millones) es el enfrentamiento entre el Bahia y el Ypiranga los clubes más populares del estado en ese momento. Bahía nació con gran simpatía de los bahianos, y con los logros alcanzados en tan poco tiempo desde su fundación, rápidamente vio crecer el número de fanáticos. Como Ypiranga era, en ese momento, el poseedor de la mayoría de la afición bahiana, este meteórico ascenso de Bahía llevó a cronistas, periodistas, escritores y, principalmente, a la afición de la época a tratar el duelo como un Derby (clásico).
Fue contra Ypiranga que Bahía jugó su primer partido oficial, en el Torneio Início da Bahia, ganando 2 a 0. Hasta mediados de los años 1950 la disputa fue grande, pero el declive del Aurinegro y el ascenso del Vitória a partir de entonces, provocaron el declive de este clásico histórico. Actualmente, Bahía sigue siendo la más popular del estado, pero el segundo lugar lo perdió Aurinegro Bahía frente a Vitória. En 1999, Ypiranga fue relegado a la Segunda División del Campeonato Baiano, y desde entonces no ha habido enfrentamientos entre Tricolor y Aurinegro.